# Petr Beneš (lední hokejista)
Petr Beneš (24. březen 1992, Pardubice, Československo) je bývalý český hokejový obránce, který odehrál celkem 40 zápasů první ligy za HC Medvědi Beroun 1933, HC Rebel Havlíčkův Brod a Hokej Šumperk 2003. Je odchovancem SKLH Žďár nad Sázavou, dorostenecké a juniorské kategorie hrál za Pardubice, kde v sezóně 2011/2012 nastoupil ke třem zápasům v extralize. Od ročníku 2013/2014 hrál převážně ve třetí nejvyšší soutěži za mateřský Žďár nad Sázavou a od 2018 s výjimkou jednoho utkání za Žďár hrál krajskou ligu za HC Hlinsko.

## Statistiky

### Klubové statistiky
| Sezona     | Klub                         | Soutěž     | Základní část | Základní část | Základní část | Základní část | Základní část | Play off | Play off | Play off | Play off | Play off |
| Sezona     | Klub                         | Soutěž     | Z             | G             | A             | B             | TM            | Z        | G        | A        | B        | TM       |
| ---------- | ---------------------------- | ---------- | ------------- | ------------- | ------------- | ------------- | ------------- | -------- | -------- | -------- | -------- | -------- |
| 2010/11    | SKLH Žďár nad Sázavou        | CZE-3      | 5             | 1             | 1             | 2             | 6             | —        | —        | —        | —        | —        |
| 2011/12    | HC ČSOB Pojišťovna Pardubice | ELH        | 3             | 0             | 0             | 0             | 2             | —        | —        | —        | —        | —        |
|            | SKLH Žďár nad Sázavou        | CZE-3      | 4             | 0             | 4             | 4             | 2             | 1        | 0        | 1        | 1        | 0        |
| 2012/13    | HC Medvědi Beroun 1933       | CZE-2      | 28            | 0             | 1             | 1             | 4             | 11       | 0        | 1        | 1        | 8        |
|            | SKLH Žďár nad Sázavou        | CZE-3      | 15            | 6             | 8             | 14            | 8             | —        | —        | —        | —        | —        |
| ELH celkem | ELH celkem                   | ELH celkem | 3             | 0             | 0             | 0             | 2             | —        | —        | —        | —        | —        |

pozn: u sezony 2012/13 je v kolonce play-off uvedena bilance z play-out a baráže 1. ligy